# Adoretus inglorius
Adoretus inglorius är en skalbaggsart som beskrevs av Louis Albert Péringuey 1902. Adoretus inglorius ingår i släktet Adoretus och familjen Rutelidae. Inga underarter finns listade i Catalogue of Life.